# Jean-François Tielemans
Jean-François Tielemans (* 15. November 1799 in Brüssel; † 5. Juli 1887 in Ixelles/Elsene) war ein belgischer liberaler Politiker.

## Leben
Tielemans promovierte 1823 in den Rechtswissenschaften an der Universität Lüttich und wurde anschließend Mitglied in der Brüsseler Rechtsanwaltskammer. Statt seiner Tätigkeit als Rechtsanwalt spielte jedoch in der Folgezeit die Politik für ihn eine größere Rolle. 1827 schickte ihn das Bildungsministerium auf eine Studienreise nach Deutschland und nach seiner Rückkehr 1828 erhielt er eine Referendarstelle im Außenministerium. Trotz seiner Stellung veröffentlichte Tielemans eine Reihe kritischer Schriften. Am 15. Februar 1830 wurde er daher verhaftet und wegen Aufstachelung zur Revolution zu sieben Jahren Verbannung verurteilt. 
Tielemans ging nach Paris, kehrte aber nach dem Ausbruch der Septemberrevolution nach Brüssel zurück. Am 6. Oktober wurde er Mitglied der Kommission, welche mit dem Verfassen einer neuen Verfassung für Belgien betraut war. Tielemans befürwortete die Staatsform der Republik und verweigerte daher dem endgültigen Entwurf seine Unterschrift.
Vom 10. Oktober 1830 bis zum 26. Februar 1831 war Tielemans Administrateur-Général des Komitees für Inneres der Vorläufigen Regierung, der Vorgängerinstitution des späteren Innenministeriums. Anschließend war Tielemans vom 26. Februar 1831 bis zum 23. März 1831 Innenminister in der ersten Regierung des Königreichs Belgien.
Tielemans war vom 7. April bis zum 14. Juni 1831 Gouverneur ad interim in Antwerpen und vom 14. Juni 1831 bis 4. Oktober 1832 Gouverneur von Lüttich. Tielemans liberale und republikanische Einstellung sorgten jedoch in der Folgezeit mehr und mehr für Missfallen und am 4. Oktober 1832 berief ihn Barthélémy de Theux de Meylandt von seinem Gouverneursamt ab und ernannte ihn zum Generalanwalt beim Brüsseler Berufungsgericht. Tielemans lehnte dies ab und nahm seine Tätigkeit als Rechtsanwalt wieder auf, diesmal in Lüttich. 
Von 1834 bis 1871 war Tielemans Ratsherr am Brüsseler Berufungsgericht und von 1867 bis 1871 dessen Vorsitzender. Außerdem war er von 1836 bis 1869 als Professor für Verwaltungsrecht an der Université Libre de Bruxelles tätig, deren Mitbegründer er war, und die er als Rektor von 1849 bis 1861 leitete. 1873 wurde er korrespondierendes und 1878 volles Mitglied der Königlichen Akademie von Belgien in Brüssel.
Von 1847 bis 1848 saß Tielemans für das Arrondissement Brüssel in der Abgeordnetenkammer und von 1855 bis 1877 im Brüsseler Gemeinderat. 
Tielemans war verheiratet und hatte zwei Kinder.

## Werke (Auswahl)
- Lettre à Monsieur Van Maanen, sur la responsabilité ministérielle. Coché-Mommens, Brüssel 1829.
- Répertoire de l’administration et du droit administratif de la Belgique. Weissenbruch, Brüssel 1834–1856.